# سفارة بوليفيا في المملكة المتحدة
سفارة بوليفيا في المملكة المتحدة هي أرفع تمثيل دبلوماسي لدولة بوليفيا لدى المملكة المتحدة. تقع السفارة في لندن وهي تهدف لتعزيز المصالح البوليفية في المملكة المتحدة.

## وصلات خارجية
- قائمة سفارات بوليفيا
- قائمة السفارات في المملكة المتحدة